# Shoal Creek (Alabama)
Shoal Creek – jednostka osadnicza w Stanach Zjednoczonych, w stanie Alabama, w hrabstwie Shelby.